# Hans Georg Asam

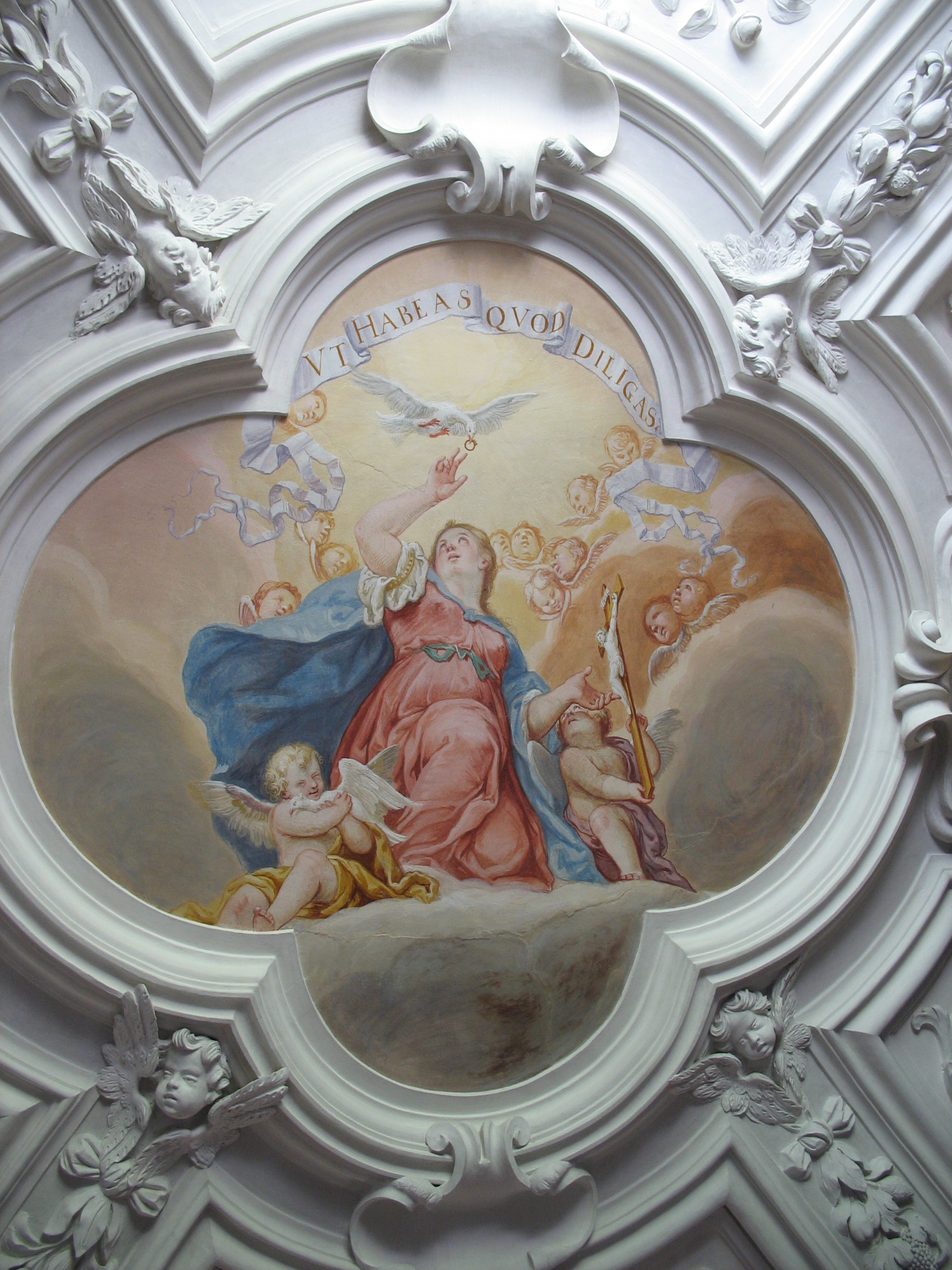
Fresko in der Klosterkirche Benediktbeuern

Hans Georg Asam (* 12. Oktober 1649 in Rott am Inn; † 7. März 1711 in Sulzbach, Oberpfalz) war ein deutscher Kirchenmaler des Barocks. 

## Leben
Hans Georg Asam wurde als Sohn des Koches der Klosterbrauerei von Rott am Inn geboren. Unter der Führung seines Schwiegervaters, des Malers Nikolaus Prugger, entwickelte er sich zu einem der bedeutendsten Kirchenmaler seiner Zeit im bayerischen Raum, wobei er sich im Lauf seines Schaffens vom Ölmaler zum Freskanten weiterentwickelte. Auch seine Frau Maria Theresia Prugger war künstlerisch tätig. Sie arbeitete als Fassmalerin und gebar ihm daneben elf Kinder. Nach dem Tod seines Schwiegervaters übernahm er dessen Haus und Werkstatt in der Münchner Theatinerstraße 39.  

Zu seinen wichtigsten Werken zählen die Fresken in der Klosterkirche von Benediktbeuern, die zwischen 1683 und 1687 entstanden, die Fresken der Klosterkirche Heilig Kreuz in Landshut und die Fresken der Pfarrkirche St. Quirinus in Tegernsee, die er zwischen 1688 und 1694 schuf. In Freising entstand 1711 in der Aula des Fürstbischöflichen Lyceums, dem so genannten Asamsaal, ein prachtvoller Freskenzyklus. Daneben schuf er Fresken im Festsaal der ehemaligen fürstbischöflichen Hochschule in Freising, im Unteren Schloss Schmidmühlen und die 1992 wiederentdeckten Fresken in den Kurfürstenzimmern sowie im Kurfürstensaal von Kloster Fürstenfeld, dem Hauskloster der Wittelsbacher. 

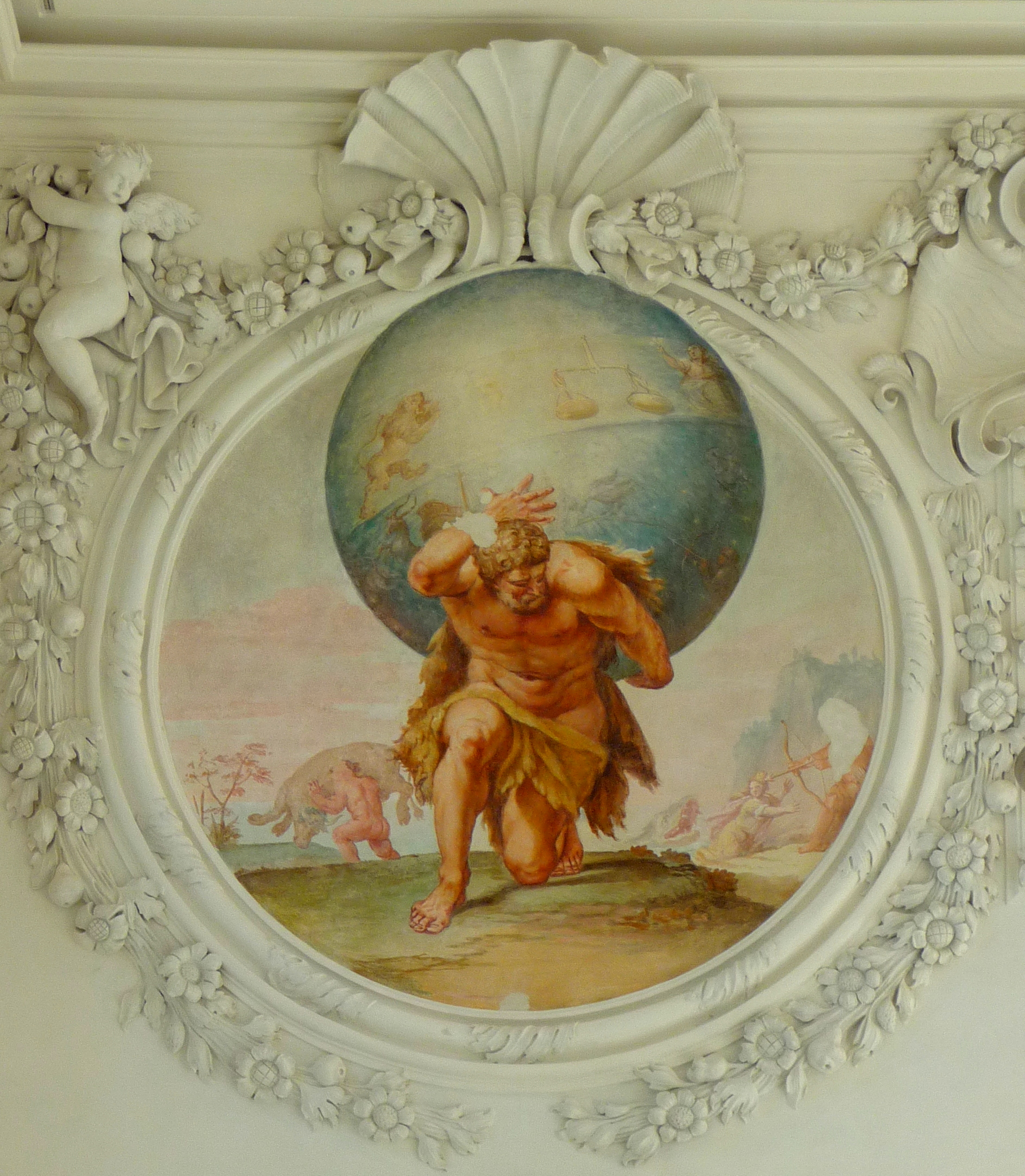
Der Atlas von Hans Georg Asam schmückt das Konventgebäude des Klosters Fürstenfeld.

Als mit dem spanischen Erbfolgekrieg die Bautätigkeit in Südbayern weitgehend zum Erliegen kam, verlegte er sein Tätigkeitsgebiet in die Oberpfalz. Hier entstand eines seiner wichtigsten profanen Werke, die Ausmalung des Schlosses Helfenberg bei Lengenfeld, das jedoch nur hundert Jahre später abgerissen wurde. Das Altarbild in der dortigen Pfarrkirche stammt ebenfalls von ihm. Ein Spätwerk ist das Altarbild der Pfarrkirche St. Marien in Sulzbach-Rosenberg, wo er im Jahr 1711 verstarb. Zugeschrieben werden ihm auch die Deckengemälde der Wallfahrtskirche Frauenbrünnl in Straubing.
Trotz seiner bemerkenswerten Werke steht das Schaffen Asams im Schatten seiner Söhne Cosmas Damian Asam und Egid Quirin Asam.